# Gråharu fjärden
Gråharu fjärden är en fjärd i Finland. Den ligger i Nagu i landskapet Egentliga Finland, i den sydvästra delen av landet, 170 km väster om huvudstaden Helsingfors.
Gråharu fjärden avgränsas av Bäcklandet och Västsöderlandet i nordöst, Rudharun och Gåsharu i öster, Bredharu i söder samt Gråharuna i väster. Den ansluter till Torget i norr och Myggskärs fjärden i söder.